# Selçuk Şahin
Selçuk Şahin (Tunceli, 31 de janeiro de 1981) é um futebolista turco que atua como volante.

## Carreira
Sahin se profissionalizou no Hatayspor em 1999.

## Seleção
Selçuk Şahin integrou a Seleção Turca de Futebol na Copa das Confederações de 2003.

## Títulos
Seleção Turca
- Copa das Confederações de 2003: 3º Lugar